# Prokalcytonina
Prokalcytonina (PCT) – białko o masie 13 kDa, składające się z 116 aminokwasów.
PCT w warunkach fizjologicznych jest prekursorem kalcytoniny. Proces jej powstania odbywa się w komórkach C tarczycy, w wyniku proteolizy białka prekursorowego - preprokalcytoniny.
W warunkach patologicznych natomiast, prokalcytonina jest wskaźnikiem stanu zapalnego, podczas którego jest ona uwalniana do krwi w wyniku reakcji zapalnej organizmu.  W tych przypadkach PCT jest syntetyzowana przez makrofagi, monocyty i komórki wątrobowe. Z tego powodu stosowana jest w diagnostyce medycznej, jako marker zakażenia.
Pierwsze doniesienia o podwyższonym poziomie tego białka w surowicy krwi pochodzą z 1991, kiedy to w trakcie I wojny w Zatoce Perskiej stwierdzono wysokie poziomy PCT u żołnierzy z ciężkim zapaleniem płuc wywołanym inhalacją gazów bojowych.
Następnie, dzięki badaniom polegającym na wstrzyknięciu endotoksyn bakteryjnych zdrowym ochotnikom potwierdzono, że PCT pojawia się w surowicy krwi jako jedna z reakcji organizmu na zapalenie.
W badaniach tych wykazano także dynamikę zmian stężenia prokalcytoniny w przebiegu tych procesów. Podwyższony poziom PCT pojawia się w 3-4 godziny od zadziałania czynnika zapalnego, osiąga szczyt w 6-8 godzinie i ulega normalizacji w przeciągu 72 godzin.
Z tego powodu jest uważana za marker SIRS i jest stosowana w diagnostyce posocznicy. Swoistość rozpoznania bakteriemii w ambulatorium przy pomocy oznaczania prokalcytoniny wynosi 70%, a czułość 76%. Z uwagi, że spadek jej poziomu dobrze koreluje z procesem zdrowienia, jest też wykorzystywana do oceny skuteczności antybiotykoterapii i tym samym wyników leczenia. Jej poziom wzrasta także w rozległych oparzeniach, ostrym zapaleniu trzustki. Jest jednak uważana za wskaźnik charakterystyczny dla zakażeń i często służy do różnicowania przyczyny gorączki u chorych ze schorzeniami zapalnymi, takimi jak reumatoidalne zapalenie stawów czy nowotwory.